# Enrico Simonetti
Enrico Simonetti (Alassio, 29 gennaio 1924 – Roma, 28 maggio 1978) è stato un pianista, compositore, showman, attore, umorista, direttore d'orchestra, cantante e bandleader italiano.

## Biografia

### Carriera
Visse in Brasile dal 1952 al 1962, avendo fra l'altro un proprio show a TV Excelsior, Simonetti Show, con grande successo. Tornò poi in Italia.
La musica più celebre composta da Simonetti fu utilizzata come sigla dello sceneggiato Gamma, diretto nel 1975 da Salvatore Nocita: mantenne per molte settimane il primo posto dei 45 giri più venduti; dello stesso anno è Blue frog. 
Musicista di talento, Simonetti fu anche un brillante presentatore e un amabile intrattenitore, capace di suscitare tenerezza negli adulti ed interesse nei più piccini con le sue "favolette" al pianoforte. Da ricordare, in proposito, alcune trasmissioni di successo quali Il signore ha suonato?, Lei non si preoccupi e Aiuto è vacanza con Isabella Biagini negli anni sessanta, L'amico della notte e Non tocchiamo quel tasto negli anni settanta. Diresse inoltre il complesso orchestrale in alcune riviste del sabato sera quali Senza rete con Ornella Vanoni, Canzonissima 1972 nel 1972 e Formula due del 1973 con Loretta Goggi e Alighiero Noschese. Di queste ultime due fu anche l'autore delle sigle, rispettivamente Vieni via con me (Tarata-pun-zi-è) e Molla tutto e la struggente Per dire ciao. Successivamente diresse l'orchestra nel varietà Scuola serale per aspiranti italiani condotto nel 1977 da Anna Mazzamauro.
Enrico Simonetti partecipò anche in veste di attore in diversi film, tra cui si ricordano Una ragazza tutta d'oro del 1967,  Amanti del 1968, Grazie... nonna del 1975 e Ridendo e scherzando del 1978, che è il suo ultimo film e di cui è anche autore della colonna sonora. Nel western musicale per la Rai, Non cantare, spara del 1968, è fra i protagonisti nei panni dello sceriffo nonché, all'occorrenza, pianista del saloon e organista della chiesa.

### Morte
Morì in una clinica romana nel 1978 all'età di 54 anni, per alcune complicazioni in seguito ad un'operazione chirurgica di asportazione di un tumore alla gola. I familiari riferirono in televisione che lo specialista che lo aveva in cura non si era fatto trovare reperibile, malgrado le continue ricerche ed il progressivo peggioramento del quadro clinico. A maggio del 1984 due medici furono condannati per omicidio colposo rispettivamente a 10 e 8 mesi, oltre al pagamento di 40 milioni di risarcimento ai familiari. La città di Alassio gli ha dedicato l'auditorium in regione San Rocco.

## Vita privata
Era padre di Claudio Simonetti, a sua volta tastierista e compositore, noto per colonne sonore di diversi film di Dario Argento, tra cui quella celeberrima di Profondo rosso.

## Discografia

### Album in studio
- 1966 – Enrico Simonetti presenta le favolette per vecchietti di Leo Chiosso (Bentler, BE/LP 1002; inciso con Leo Chiosso)
- 1970 – Enrico Simonetti e la sua orchestra (ARC, KAS 33)
- 1972 – Samba 100% (PDU, PLD A 5057)
- 1973 – Baciamo le mani (Cinevox, MDF 33.39)

### Singoli
- 1965 – Se io fossi te/Mia cara (Fantasy, FS 1014; inciso con la denominazione Il Finto Tonto)
- 1975 – Blue Frog/Moonlight Fish (Harmony, H 6001)

## Filmografia

### Attore
- Una ragazza tutta d'oro, regia di Mariano Laurenti (1967)
- Amanti, regia di Vittorio De Sica (1968)
- Grazie... nonna, regia di Franco Martinelli (1975)
- Son tornate a fiorire le rose, regia di Vittorio Sindoni (1975)
- Ridendo e scherzando, regia di Marco Aleandri (1978)

### Compositore

#### Colonne sonore
- Uma Pulga na Balança, regia di Luciano Salce (1953)
- Floradas na serra, regia di Luciano Salce (1954)
- O Gato de Madame, regia di Agostinho Martins Pereira (1957)
- Macumba l'isola dei vampiri, regia di Douglas Fowley (1960)
- La vendetta dei cangaceiros, regia di Carlos Coimbra (1961)
- Nel paradiso terrestre io vivo come Eva, regia di Zygmunt Sulistrowski (1963)
- Una ragazza tutta d'oro, regia di Mariano Laurenti (1967)
- Tempo di charleston, regia di Giulio Diamante (1968)
- Jungla erotica, regia di Zygmunt Sulistrowski (1971)
- La ragazza di via Condotti, regia di Germán Lorente (1973)
- Baciamo le mani, regia di Vittorio Schiraldi (1973)
- Kid il monello del West, regia di Tonino Ricci (1973)
- Il magnate, regia di Giovanni Grimaldi (1973)
- Amore mio, non farmi male, regia di Vittorio Sindoni (1974)
- Verginità, regia di Marcello Andrei (1974)
- Son tornate a fiorire le rose, regia di Vittorio Sindoni (1975)
- Gamma, regia di Salvatore Nocita – miniserie TV (1975)
- Grazie... nonna, regia di Franco Martinelli (1975)
- Per amore di Cesarina, regia di Vittorio Sindoni (1976)
- Perdutamente tuo... mi firmo Macaluso Carmelo fu Giuseppe, regia di Vittorio Sindoni (1976)
- Spogliamoci così, senza pudor..., regia di Sergio Martino (1976)
- Scandalo in famiglia, regia di Marcello Andrei (1976)
- Ride bene... chi ride ultimo, film a episodi (1977)
- Che notte quella notte!, regia di Ghigo De Chiara (1977)
- Ridendo e scherzando, regia di Marco Aleandri (1978)
- Tanto va la gatta al lardo..., regia di Marco Aleandri (1978)

## Programmi televisivi
- Ha curato la direzione musicale del varietà musicale Chitarra amore mio, trasmesso sul secondo canale Rai (1965)
- Formula Due, con Alighiero Noschese e una giovane Loretta Goggi, sul secondo canale Rai (1973)
- Ha doppiato la voce dello scrittore brasiliano Jorge Amado nel documentario Rai Tropical City di Livio Zanotti.

## Varietà radiofonici Rai
- Caccia grossa, trasmissione a premi di Paolini e Silvestri, presentata da Pippo Baudo con l'orchestra di Enrico Simonetti, regia di Riccardo Mantoni (1964-1965)
- Gran varietà, regia di Federico Sanguigni (1971, 22° ciclo, con Isabella Biagini)